# Municipio de Egan (Dakota del Sur)
El municipio de Egan (en inglés: Egan Township) es un municipio ubicado en el condado de Moody en el estado estadounidense de Dakota del Sur. En el año 2010 tenía una población de 201 habitantes y una densidad poblacional de 2,19 personas por km².

## Geografía
El municipio de Egan se encuentra ubicado en las coordenadas 43°58′42″N 96°42′34″O / 43.97833, -96.70944. Según la Oficina del Censo de los Estados Unidos, el municipio tiene una superficie total de 91,77 km², todos ellos corresponden a tierra firme.

## Demografía
Según el censo de 2010, había 201 personas residiendo en el municipio de Egan. La densidad de población era de 2,19 hab./km². De los 201 habitantes, el municipio de Egan estaba compuesto por el 95,02 % blancos, el 2,49 % eran amerindios, el 1 % eran de otras razas y el 1,49 % eran de una mezcla de razas. Del total de la población el 1 % eran hispanos o latinos de cualquier raza.